# CzechTek

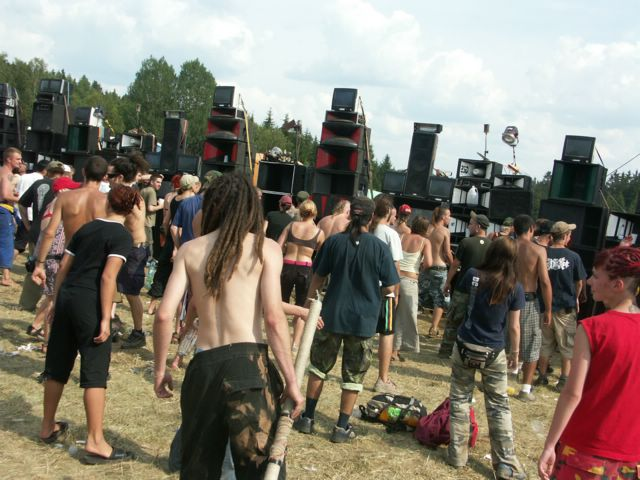
CzechTek 2004

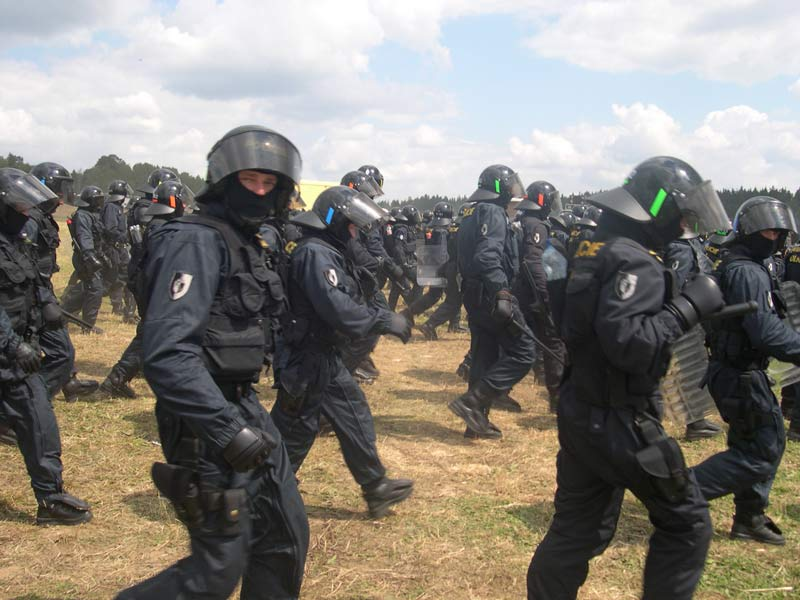
Ontruiming van CzechTek 2004

CzechTek is een jaarlijks Teknival dat eind juni wordt georganiseerd in Tsjechië. Het wordt bezocht door duizenden freetekno-gangers uit veel Europese landen (40.000 mensen bezochten het evenement in 2003). Het is vrij toegankelijk voor alle artiesten, soundsystems, en iedereen 'met een positieve instelling'. CzechTek werd voor het eerst gehouden in 1994 in  Hostomice. Elk jaar is het festival op een andere plaats gehouden, maar op dezelfde datum als in 1994. Het is niet vergelijkbaar met een Love Parade; het is meestal in een veld of nabij een bos zonder enige centrale organisatie. De stijl en het imago van de bezoekers is ook anders dan de bezoekers aan een Love Parade. Ze zijn alternatiever, en er hangt een sfeer van geheimhouding. De exacte locatie van Teknival wordt meestal pas de dag voor het evenement onthuld op Tsjechische tekno-websites.
In de zomer van 2005 werd CzechTek bruut onderbroken door ongeveer 1000 ME'ers, die zich bedienden van waterkanonnen en traangas. Hierdoor raakten 30 festivalbezoekers en 50 agenten gewond. Naar aanleiding van dit politieoptreden zijn door heel Tsjechië demonstraties gehouden. Er werden parallellen getrokken met de onderdrukte studenten opstanden tegen het communisme aan het eind van de jaren 80. 